# HD 143238
HD 143238，又名CP-62 5122，SAO 253390、HR 5951，是一颗恒星，视星等为6.25，位于銀經323.1，銀緯-7.43，其B1900.0坐标为赤經15h 54m 5s，赤緯-62° -7.43′ 33″。